# Henry Badowski
Henry Badowski (* 3. Oktober 1958 in London) ist ein britischer Songwriter und Multiinstrumentalist, der dem New Wave und Synthiepop zuzuordnen ist.

## Leben
Badowski spielte zunächst in Bands wie Norman and the Baskervilles, Lick It Dry und New Rockets. Mitte 1977 wurde er Bassist in der Band Chelsea, darauf spielte er Orgel in Wreckless Erics Band. Mit Captain Sensible gründete er die Gruppe King, die 1978 die Titel Antipope (später von The Damned für das Album Machine Gun Etiquette neu aufgenommen) und Baby, Sign Here With Me einspielte. Kurze Zeit folgte er Captain Sensible in eine Version der Band The Damned, die unter dem Namen The Doomed auftrat. 1979 war er Schlagzeuger der Gruppe The Good Missionaries.
Seine Sololaufbahn begann Badowski 1979 mit der Single Making Love With My Wife, die beim Label Deptford Fun City erschien. Die Single My Face erschien 1980. 1981 veröffentlichte er bei I. R. S. das Album Life Is a Grand....